# Демонстрация силы

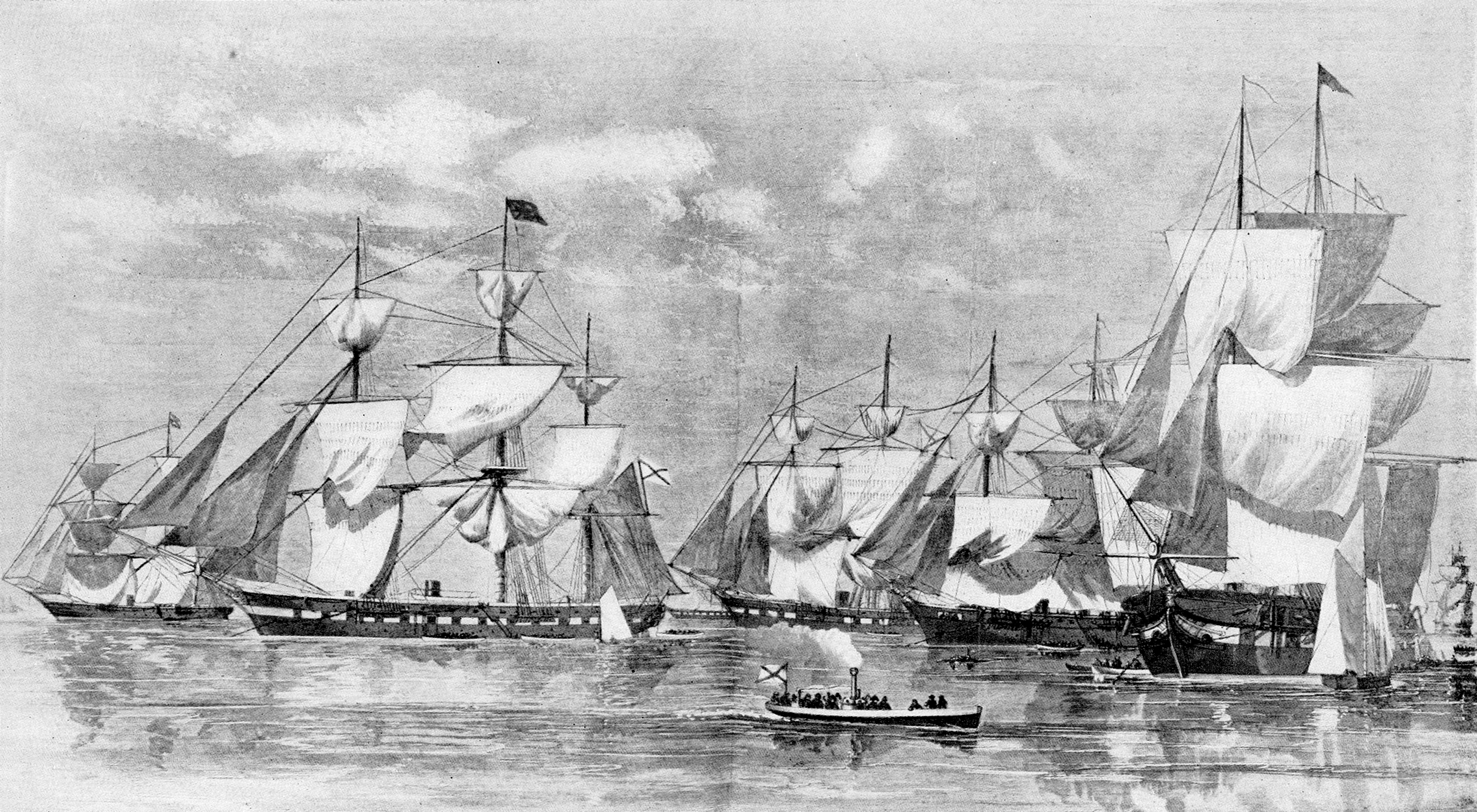
Русская эскадра, корвет «Витязь», фрегат «Александр Невский», фрегат «Пересвет», корвет «Варяг» и фрегат «Ослябя», на рейде Нью-Йорка.

Демонстра́ция си́лы — угрожающие действия вооружённых сил государства или группы государств, осуществляемые с целью оказать давление на другое государство (государства) и заставить его (их) пойти на политические, экономические или иные уступки (ср. угроза силой).

## История
На окончание XIX столетия эта демонстрация называлась военно-политическая демонстрация, и употреблялась как средство понуждения и устрашения, с помощью которого можно было бы достигнуть цели, не прибегая к вооружённому столкновению. Подобного рода военно-политические демонстрации заключались в нотах угрожающего характера, стягивании к границе значительного числа войск, вообще в шумных приготовлениях к войне. Они удавались весьма редко и только по отношению к слабому противнику. Одной из удачных демонстраций была Американская экспедиция Русского флота в 1863 — 1864 годах.
Известны следующие формы демонстрации силы, под названиями:
- Дипломатия канонерок;
- Политика большой дубинки;
- Гонка вооружений
- Демонстрация флага.

После Второй мировой войны демонстрация силы наиболее часто применялась как средство воздействия на развитие политической ситуации в отдельных странах и регионах мира.
Демонстрация силы может осуществляться путём повышения степени боевой готовности вооружённых сил, резкого наращивания вооружений, развёртывания и выдвижения войск (сил флота) к государственной границе, проведения манёвров, учений, полётов самолётов и так далее.